# Jüdischer Friedhof (Aizpute)

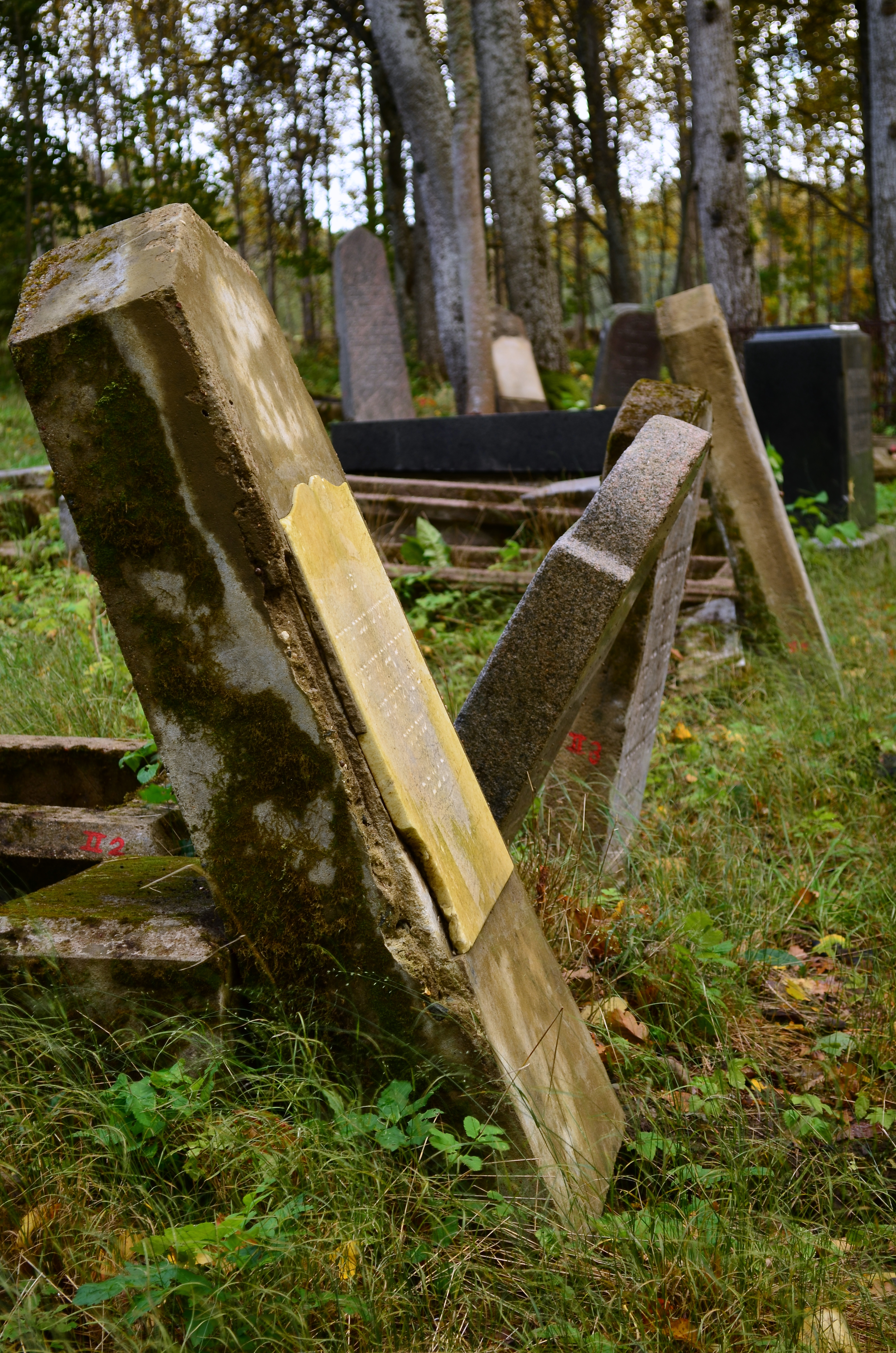
Jüdischer Friedhof in Aizpute (2012)

Der Jüdische Friedhof Aizpute in Aizpute (deutsch Hasenpot, Hasenpoth), einer Stadt in der historischen nordkurischen Landschaft Bandowe (Bandava) in Lettland, wurde Mitte des 17. Jahrhunderts angelegt.

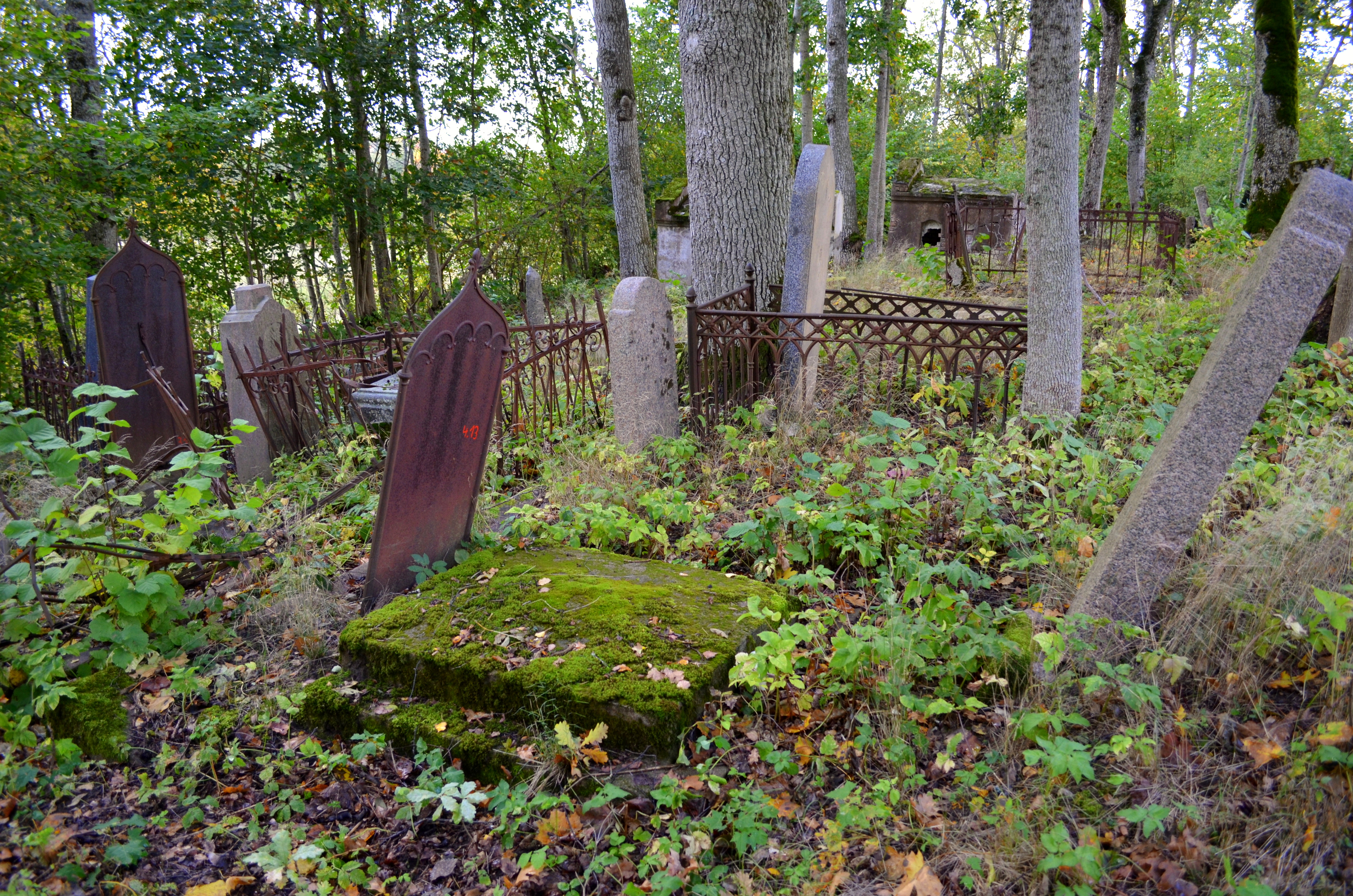
Jüdischer Friedhof in Aizpute (2012)

Der jüdische Friedhof befindet sich außerhalb der Stadt, 200 Meter vom Ende der Kalvenes-Straße entfernt. Die meisten Grabsteine wurden zerstört. Etwa 100 sind erhalten, viele davon sind auf Anfang des 18. Jahrhunderts datiert.